# خلنج الجبل الألوتياني
خلنج الجبل الألوتياني (الاسم العلمي:Phyllodoce aleutica) هو نوع من النباتات يتبع جنس خلنج الجبل من الفصيلة الخلنجية.